# Selen (herečka)
Luce Caponegro (* 12. prosinec 1966 Řím) je italská herečka, televizní osobnost a bývalá pornoherečka, známá pod svým uměleckým pseudonymem Selen.

## Počátky
Narodila se v Římě do rodiny obchodníka s benzinem. Jako dítě navštěvovala kurzy zpěvu, tance a jízdy na koni. Poté, co se v 18 letech provdala, žila až do svých dvaceti let v komunitě bez tekoucí vody. Hovoří plynně francouzsky a anglicky.

## Kariéra
Ke kariéře pornoherečky se dostala ve 20 letech a sama přiznala, že k práci v pornoprůmyslu jí svedla touha po exhibicionismu, vášeň pro sex a touha po tom bouřit se proti společnosti.
Před kamerou se objevila poprvé v roce 1993 a to konkrétně ve filmu Adolescenza perversa. Poté hrála v několika pornofilmech, některé z nich se dostaly i do České republiky a dočkaly se i českého dabingu. Patří k nim snímky jako Sahara, Cindy, Divoška či Selen, královna slonů. Některé filmy i sama režírovala.
Její vlastní barva vlasů je hnědá, ve filmech je však téměř vždy obarvena na blond.
Dnes se již pornoprůmyslu nevěnuje, v Itálii je však stále velmi populární. Objevila se i v několika celovečerních snímcích, z nichž nejznámější je drama Osamělá kočka s Asiou Argento v hlavní roli.

## Ocenění
Je držitelkou několika ocenění z různých erotických festivalů.

## Osobní život
Selen je známou milovnicí zvířat. Žije v přístavu Romagna, je podruhé vdaná a má dva syny. V roce 2006 dokončila maturitu a projevila zájem dále studovat.

## Filmografie

### Filmy
- 1994 – Dracula
- 1997 – S.D.F.
- 2000 – Osamělá kočka, Zora la vampira
- 2003 – B.B. e il cormorano
- 2006 – Il giorno + bello

### Televizní filmy
- 1993 – Adolescenza perversa, Signore scandalose di provincia
- 1994 – Scuole superiori, Sceneggiata napoletana, Parting Shots, Concetta Licata 1
- 1995 – Opera prima, La clinica della vergogna, Eros e Tanatos, C.K.P.
- 1996 – Tabatha and Friends, Violenza Paterna, Solo per i tuoi occhi, Una moglie in vendita, Cuore di Pietra
- 1997 – La Regina degli elefanti, Concetta Licata 2, Divoška
- 1998 – Sahara, In the Flesh, Cindy, Selen, královna slonů, AAA Selen Cercasi
- 1999 – I racconti immorali di Mario Salieri, Consigli per gli acquisti, Colpi di pennello
- 2001 – Gli uomini preferiscono selen
- 2003 – Desiderando Selen